# Jordi Trullol i Dameto
Jordi Trullol i Dameto   (Palma, 1670 - Palma, 29 de maig de 1723) fou un religiós mallorquí, inquisidor de Mallorca i canonge de la Seu de Mallorca.
Era fill de Nicolau Trullol i Nicolau i d'Elionor Dameto i Rossinyol. El seu germà Nicolau Trullol i Dameto fou el primer Marquès de la Torre del Fangar, gràcies a la promoció que el seu germanastre Francesc Trullols i Font de Roqueta havia fet de la família Trullol. Jordi fou fiscal de la Inquisició de 1700 a 1702, any en què fou nomenat inquisidor per promoció de Jerónimo Ibález Zárate al tribunal de Logroño. Retengué el càrrec fins a la seva mort, el 1723.
Actuà contra els darrers criptojueus mallorquins i signà la darrera sentència de mort dictada per la Inquisició de Mallorca contra un xueta, Gabriel Cortès, que fugí de l'illa cap a Liorna i la seva efígie fou cremada en l'acte de fe de 1720. Presidí tres actes de fe més el 1706 i el 1708, i assistí a les exèquies de Lluís XIV celebrades a la Seu el 1715. Es relacionà amb els cercles de juristes de Mallorca, concretament amb els de Joaquim Fillol i Sastre i Josep Bassa i Conrado, que foren els seus marmessors. Aplegà una biblioteca important, especialitzada en teologia, dret i història, que a la seva mort es dispersà.
Morí el 29 de maig de 1723, a les 10 del vespre, amb testament que atorgà en poder del notari Pere Renovard i Renovard (†1743) el mateix dia, en el qual nomenà hereu universal el seu germà Nicolau. Està enterrat a la Seu i és fill il·lustre de Palma.